# Marta Cavalli
Marta Cavalli, née le 18 mars 1998 à Crémone, est une coureuse cycliste italienne. Elle court sur route et sur piste. Elle est notamment championne d'Italie sur route en 2018 et remporte deux classiques ardennaises en 2022 : l'Amstel Gold Race et la Flèche wallonne.

## Biographie
Le père de Marta Cavalli, Alberto, était cycliste et a mis sa fille sur le vélo à dix ans. Dans les années suivantes, elle remporte des courses dans toutes les catégories d'âge.
En 2015, elle devient, avec Elisa Balsamo, Rachele Barbieri et Sofia Bertizzolo, championne d'Europe de poursuite par équipes juniors en battant le record du monde juniors. Le 11 mai 2016, elle chute lourdement lors d'un entrainement sur le Velodromo Fassa Bortolo à Montichiari. Elle passe trois semaines à l'hôpital et est proche de perdre un rein. Elle doit patienter six mois avant de reprendre la compétition en décembre 2016. Dès son retour, elle est championne d'Italie de poursuite juniors. L'année suivante, elle est avec Balsamo, Martina Alzini et Francesca Pattaro championne d'Europe de poursuite par équipes espoirs.
Lors de deux manches de la Coupe du monde sur piste 2017-2018 - à Santiago du Chili et à Minsk - elle remporte la médaille d'argent en poursuite par équipes. À Santiago, elle gagne également la médaille de bronze sur la course à l'américaine avec Elisa Balsamo.
En mai 2018, Marta Cavalli prend la huitième place sur la classique belge, le Trofee Maarten Wynants. Quelques semaines plus tard, elle crée la surprise en devenant à vingt ans championne d'Italie sur route.

### 2021

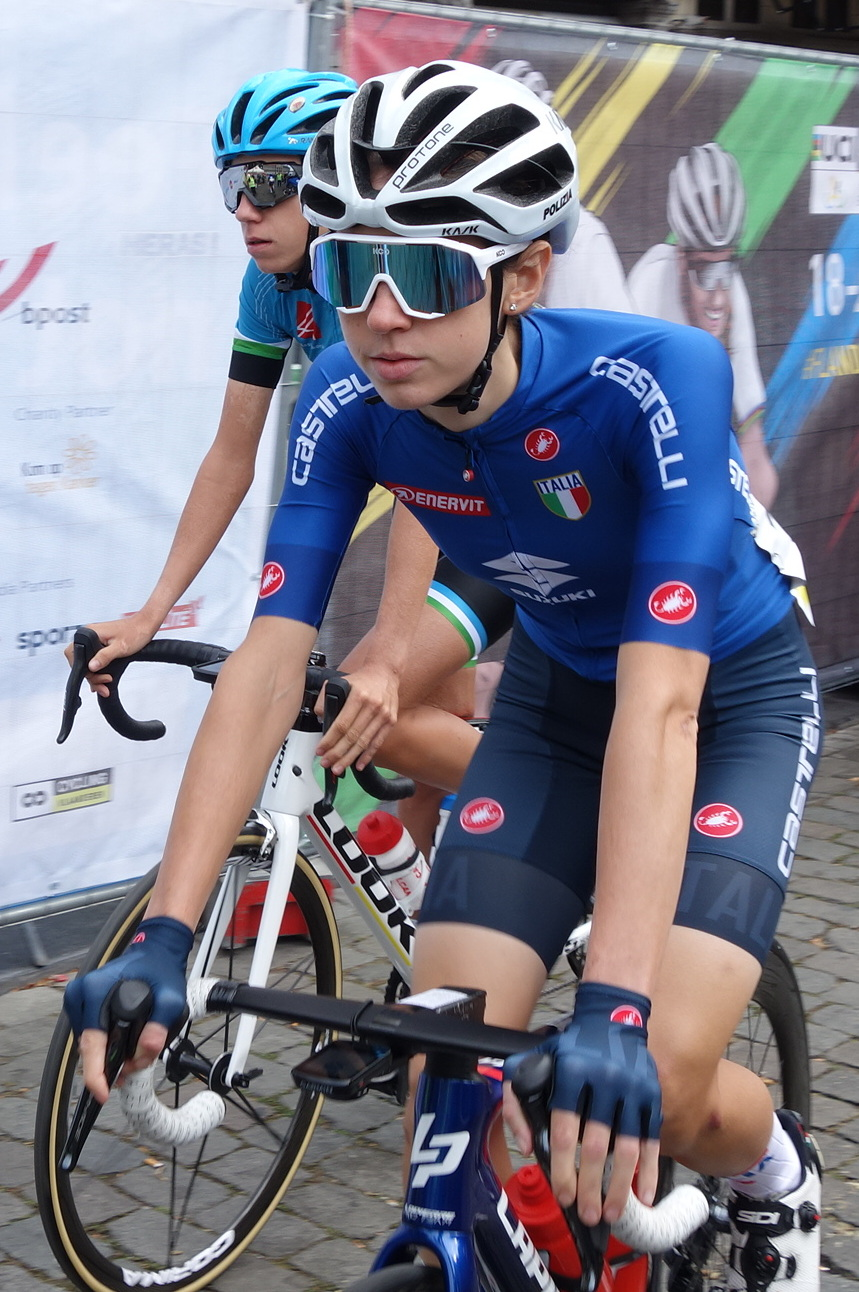
Au départ des championnats du monde 2021

Elle attaque à plusieurs reprises sur les Strade Bianche et se classe huitième. Au Tour des Flandres, elle fait partie du groupe de favorites et prend la septième place,.
Au Tour d'Italie, elle est distancée durant le contre-la-montre par équipes et perd ainsi du temps. Sur la deuxième étape, dans l'ascension finale, Marta Cavalli est dans le premier groupe de poursuite derrière Anna van der Breggen. Elle termine à la quatrième place de l'étape et première à ne pas faire partie de la SD Worx. Elle est cinquième du contre-la-montre en côte. Dans l'étape reine, elle réitère sa performance de la deuxième étape en étant quatrième et première non SD Worx. Elle est finalement sixième du classement général.
Bien qu'elle ait considéré comme l'une des pièces maîtresses du quatuor italien de poursuite, elle disparait des plans olympiques de la piste italienne dans les mois qui précèdent les Jeux olympiques de Tokyo. À Tokyo, elle opte pour la route et termine huitième de la course en ligne. Elle précise : « Jusqu'aux Jeux de Paris, je vais me concentrer le plus possible sur la route ; la piste sera avant tout un entraînement. ».
Lors du Ceratizit Challenge by La Vuelta, elle réalise le troisième temps du contre-la-montre de la deuxième étape. Sur la troisième étape, Annemiek van Vleuten attaque à soixante kilomètres de l'arrivée avec trois autres coureuses. Marta Cavalli fait partie du groupe de poursuite. Elle est huitième. Elle est finalement quatrième du classement général. Aux championnats d'Europe sur route, Marta Cavalli fait partie du groupe de poursuite qui part à vingt-trois kilomètres du but derrière Ellen van Dijk. Elle prend la sixième place. À Paris-Roubaix, Marta Cavalli suit les favorites et se classe neuvième.

### Amstel Gold Race, Flèche wallonne et deuxième du Tour d'Italie (2022)

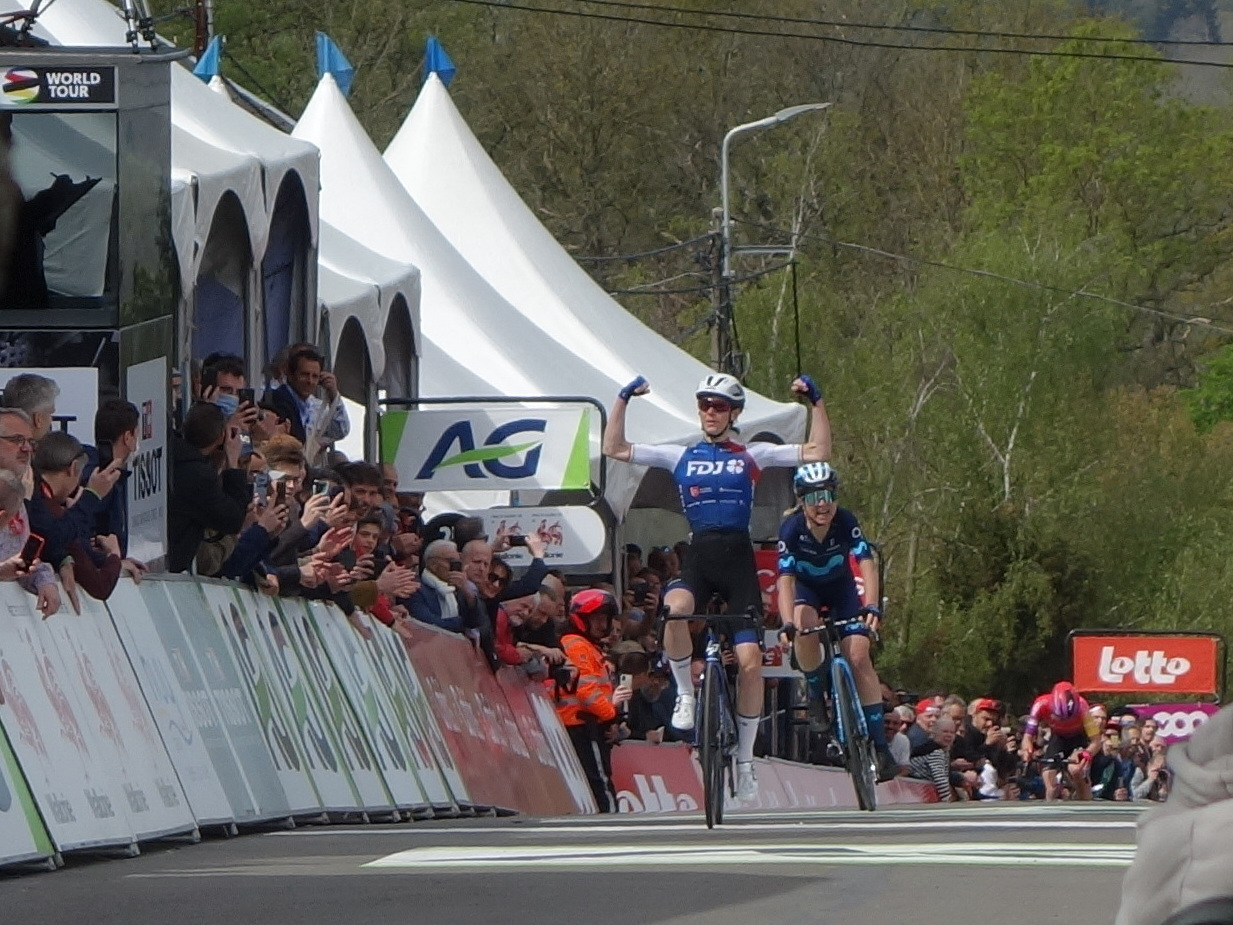
Marta Cavalli à l'arrivée de la Flèche wallonne

À l'Amstel Gold Race, dans la dernière ascension du Cauberg, Annemiek van Vleuten y accélère. Seule Liane Lippert peut la suivre. Sur le replat, Niewiadoma, Vollering, Moolman-Pasio, García et Cavalli rentrent. À 1 800 m de la ligne, Marta Cavalli parvient à surprendre Ashleigh Moolman. Elle n'est plus reprise. Elle est ensuite cinquième de Paris-Roubaix. À la Flèche wallonne, dans le mur, Annemiek van Vleuten accélère à 350 m de l'arrivée, dans la partie la plus raide. Seule Marta Cavalli parvient à revenir plus loin. Dans le replat, elle devance la Néerlandaise. À Liège-Bastogne-Liège, elle fait partie du groupe de poursuite derrière Van Vleuten et se classe sixième.
Au Tour d'Italie, elle sort avec Annemiek van Vleuten, Maví García dans la quatrième étape. Elles arrivent avec près de cinq minutes d'avance sur le peloton. Dans la première étape de montagne, Annemiek van Vleuten et Marta Cavalli se livrent un duel, mais elles ne parviennent pas à se départager. Marta Cavalli est quatrième. Le lendemain, un nouveau duel a lieu. Marta Cavalli termine deuxième derrière la Néerlandaise. Dans la neuvième étape, Marta Cavalli attaque dans le Passo Daone et est reprise par Van Vleuten. Dans la descente, Cavalli prend quelques mètres d'avance sur Van Vleuten, mais celle-ci revient avec Elisa Longo Borghini. Dans les derniers kilomètres, Marta Cavalli attaque et prend quelques secondes à Van Vleuten. La dernière étape ne modifie pas le classement général. Marta Cavalli est deuxième et meilleure Italienne de l'épreuve.
Au Tour de France, dans la deuxième étape, Marta Cavalli chute. Elle est alors violemment percutée par Nicole Frain et contrainte à l'abandon, atteinte d'un traumatisme crânien. Cet événement crée une polémique quant au comportement de Frain,. Elle reprend la compétition le 1er octobre à l'occasion du Tour d'Émilie et s'y classe sixième. En novembre 2022, FDJ-Suez annonce la prolongation du contrat de Marta Cavalli jusqu'en fin d'année 2024.

### Deux années difficiles (2023-2024)

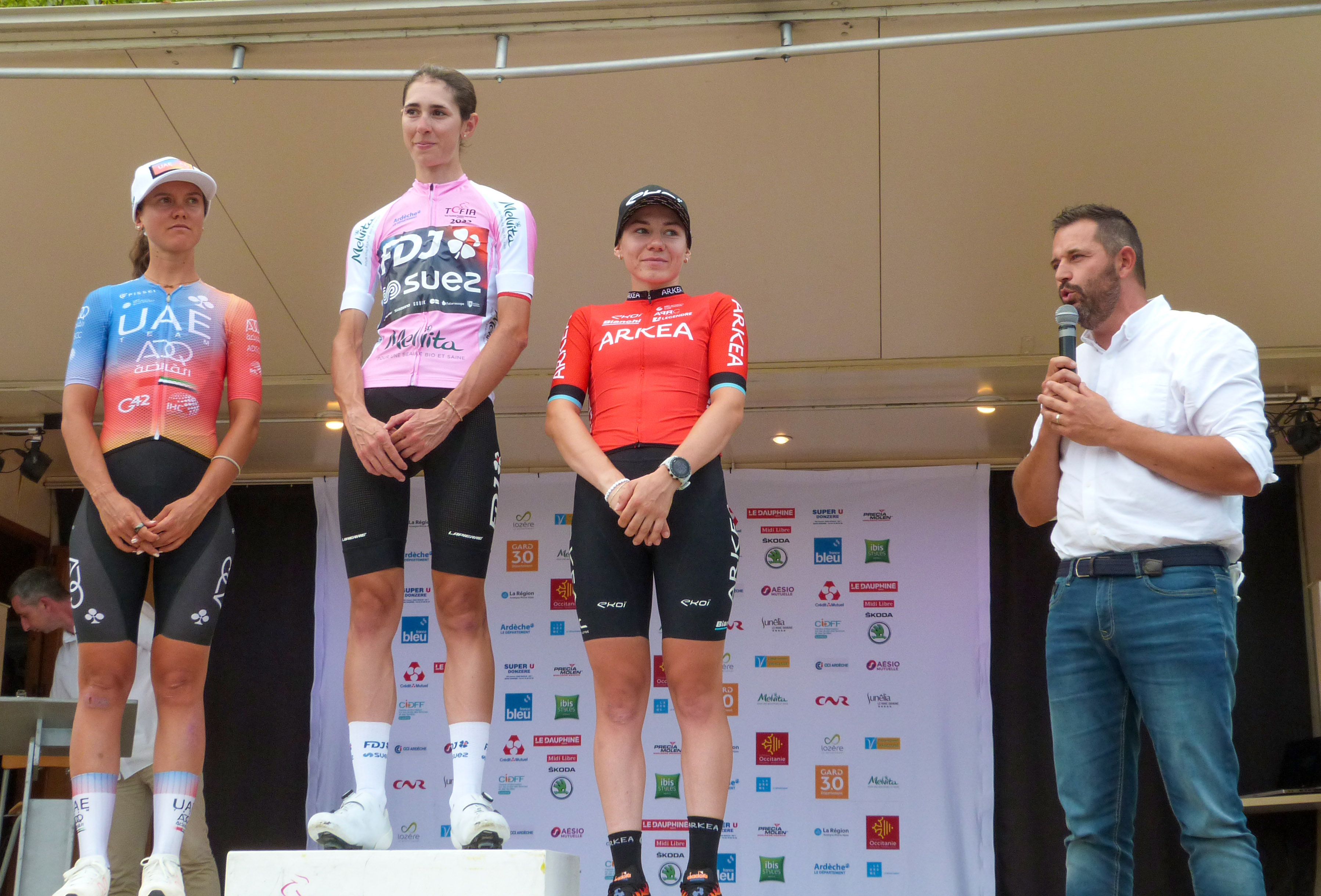
Podium du Tour de l'Ardèche

Marta Cavalli commence la compétition en 2023 par le Tour des Émirats arabes unis en février. 19e de cette course, elle abandonne ensuite lors du Circuit Het Nieuwsblad. Le 2 mars, FDJ-Suez annonce le forfait de Cavalli pour les Strade Bianche ainsi qu'un arrêt momentané des compétitions pour la coureuse, celle-ci n'étant pas complètement rétablie des conséquences de sa chute du Tour de France 2022.
Elle est en difficulté au début du Tour d'Espagne, mais termine dixième de la dernière étape. Elle est treizième du classement général. Elle remporte ensuite le Tour féminin international des Pyrénées. Au Tour d'Italie, elle est septième de la deuxième étape. Elle perd pied dans la cinquième étape, puis sombre complètement le lendemain. Au Tour de France, lors de l'étape du Tourmalet, elle est huitième, mais loin des favorites. 
Au Tour de l'Ardèche, la cinquième étape comporte l'ascension du Mont Lozère. Marta Cavalli court en tête et distance sa compagnon d'échappée Erica Magnaldi sous la flamme rouge,. Elle prend la tête du classement général. Sur la dernière étape, dans le col de la Fayolle, elle sort avec Magnaldi et Olivia Baril. Elle prend la troisième place, mais remporte le classement général et celui de la montagne.
Victime d'une chute lors du camp de pré-saison 2024 en Espagne, Cavalli ne commence sa saison que fin-mars sur le Trofeo Alfredo Binda-Comune di Cittiglio, avant de prendre la 9e place de la Flèche wallonne. Elle se présente ensuite au départ du Tour d'Espagne, qu'elle abandonne lors de la 3e étape, toujours marquée par les séquelles de ses chutes passées. Alors qu'elle n'a pas encore repris la compétition, elle est à nouveau victime d'une chute en juillet, lorsqu'elle est renversée par un automobiliste près de Crémone, lui occasionnant brûlures et hématomes. Traumatisée psychologiquement et physiquement par ses nombreuses chutes, l'italienne met un terme à sa saison. Arrivée en fin de contrat avec FDJ-Suez, elle n'est pas renouvelée pour la saison suivante.

## Palmarès sur route

### Par année
- 2015
  - 3e du championnat d'Italie du contre-la-montre juniors
- 2018
  -  Championne d'Italie sur route
- 2019
  - 1re étape du Giro delle Marche in Rosa
  - 2e de la Flèche brabançonne
  - 2e du Giro delle Marche in Rosa
  - 10e de Gand-Wevelgem
- 2020
  - 3e du championnat d'Italie sur route
  - 5e de Gand-Wevelgem
  - 10e du Tour des Flandres
- 2021
  -  Championne d'Europe du relais mixte contre-la-montre
  -  Médaillée de bronze du championnat du monde du contre-la-montre par équipes en relais mixte
  - 4e du Ceratizit Challenge by La Vuelta
  - 6e du championnat d'Europe sur route
  - 8e des Strade Bianche
  - 8e de la course en ligne des Jeux olympiques
  - 9e de Paris-Roubaix
- 2022
  - Amstel Gold Race
  - Flèche wallonne
  - Mont Ventoux Dénivelé Challenges
  - 2e du Tour d'Italie
  - 3e de la Setmana Ciclista Valenciana
  - 3e du championnat d'Italie du contre-la-montre
  - 4e du Tour du Pays basque
  - 5e de Paris-Roubaix
  - 6e de Liège-Bastogne-Liège
- 2023
  - Tour féminin international des Pyrénées : 
    - Classement général
    - 2e étape

  - Tour cycliste féminin international de l'Ardèche :
    - Classement général
    - 5e étape

  - 2e du championnat d'Italie du contre-la-montre
  - 2e du Tour d'Émilie
  - 3e du championnat d'Italie sur route
- 2024
  - 9e de la Flèche wallonne

### Résultats sur les grands tours

#### Tour d'Italie
5 participations
- 2020 : 14e
- 2021 : 6e
- 2022 : 2e
- 2023 : 14e
- 2025 : abandon (4e étape)

#### Tour de France
2 participations
- 2022 : abandon (2e étape)
- 2023 : 19e

#### Tour d'Espagne
2 participations
- 2023 : 13e
- 2024 : non-partante (3e étape)

### Classements mondiaux
| Année                                 | 2017 | 2018 | 2019 | 2020 | 2021 | 2022 | 2023 | 2024 |
| ------------------------------------- | ---- | ---- | ---- | ---- | ---- | ---- | ---- | ---- |
| Classement UCI                        | 402e | 125e | 37e  | 25e  | 18e  | 10e  | 46e  | 416e |
| UCI World Tour                        | nc   | 120e | 26e  | 22e  | 18e  | 7e   | 82e  | 140e |
|                                       |      |      |      |      |      |      |      |      |
| Légende : nc = non classéSource : UCI |      |      |      |      |      |      |      |      |

## Palmarès sur piste

### Coupe du monde
- 2017-2018
  - 2e de la poursuite par équipes à Santiago
  - 2e de la poursuite par équipes à Minsk
  - 3e de l'américaine à Santiago
- 2018-2019
  - 1re de la poursuite par équipes à Hong Kong (avec Elisa Balsamo, Letizia Paternoster et Martina Alzini)
  - 2e de la poursuite par équipes à Milton
  - 3e de la poursuite par équipes à Saint-Quentin-en-Yvelines
  - 3e de la poursuite par équipes à Cambridge
- 2019-2020
  - 3e de la poursuite par équipes à Minsk

### Championnats d'Europe
| Édition / Épreuve                 | Poursuite individuelle | Poursuite par équipes                              | Derny |
| Athènes 2015 (juniors)            |                        | Or (avec Balsamo, Barbieri et Bertizzolo)          |       |
| Anadia 2017 (espoirs)             |                        | Or (avec Balsamo, Alzini et Pattaro)               |       |
| Aigle 2018 (espoirs)              | Or                     | Or (avec Balsamo, Alzini, Paternoster et Guazzini) |       |
| Glasgow 2018                      |                        | Argent                                             |       |
| Gand 2019 (espoirs)               |                        | Or (avec Guazzini, Paternoster et Balsamo)         |       |
| Apeldoorn 2019                    |                        | Bronze                                             | Or    |
| Fiorenzuola d'Arda 2020 (espoirs) |                        | Or (avec Consonni, Martina Fidanza et Guazzini)    |       |

### Jeux européens
| Édition / Épreuve | Poursuite individuelle | Poursuite par équipes |
| Minsk 2019        | Argent                 | Or                    |

### Championnats nationaux
- 2016
  -  Championne d'Italie de poursuite juniors

### Records
- Record du monde de la poursuite par équipes juniors 4 000 m réalisé le 15 juillet 2015 à Athènes avec Rachele Barbieri, Sofia Bertizzolo et Elisa Balsamo en 4:33,463 min. Battu le 20 août 2015.